# Perth International Golf Championship
Het Perth International Golf Championship is een golftoernooi op de agenda van de Australaziatische PGA Tour en de Europese PGA Tour.
In Perth worden regelmatig internationale golftoernooien georganiseerd zoals de Heineken Classic, de Johnnie Walker Classic en de Lexus Cup, maar Perth wil graag een eigen golftoernooi hebben. De Perth International wordt georganiseerd door IMG en Eventscorp. Voorlopig staat het voor drie keer op de agenda en is er een prijzengeld van US$ 2.000.000.
De eerste editie wordt gespeeld op de Lake Karrinyup Country Club. Het is in 2012 het enige golftoernooi in Australië dat ook meetelt voor de Europese Tour. Bo Van Pelt won het toernooi met twee slagen voorsprong op Jason Dufner.

## Winnaars
| Jaar                           | Baan                           | Winnaar                        | Score                          | Score                          | Info                            |
| ISPS Handa Perth International | ISPS Handa Perth International | ISPS Handa Perth International | ISPS Handa Perth International | ISPS Handa Perth International | ISPS Handa Perth International  |
| ------------------------------ | ------------------------------ | ------------------------------ | ------------------------------ | ------------------------------ | ------------------------------- |
| 2012                           | Lake Karrinyup Country Club    | Bo Van Pelt                    | 272                            | –16                            |                                 |
| 2013                           | Lake Karrinyup Country Club    | Jin Jeong po                   | 278                            | –10                            | Won de play-off van Ross Fisher |
| 2014                           | Lake Karrinyup Country Club    | Thorbjørn Olesen               | 271                            | –17                            |                                 |

## Trivia
- In 2013 won Jin Jeong de play-off van Ross Fisher